# پابلو مارتینز (بازیکن فوتبال)
پابلو مارتینز (انگلیسی: Pablo Martinez؛ زادهٔ ۲۱ فوریهٔ ۱۹۸۹) یک بازیکن فوتبال اهل فرانسه است.